# سرباز حرفه‌ای (فیلم)
سرباز حرفه‌ای یا مزدور (ایتالیایی: Il mercenario) فیلمی در ژانر وسترن به کارگردانی سرجو کوربوچی است که در سال ۱۹۶۸ منتشر شد. از بازیگران آن می‌توان به فرانکو نرو، برونو کوراتساری و جک پالانس اشاره کرد.